# David Neres
David Neres Campos (* 3. März 1997 in São Paulo) ist ein brasilianischer Fußballspieler. Seit 2024 steht er bei SSC Neapel unter Vertrag.

## Karriere

### Verein

#### FC São Paulo
Neres wurde in São Paulo geboren und begann im Alter von zehn Jahren in der Jugend des FC São Paulo Fußball zu spielen. Nach seiner Teilnahme mit dem Verein an der Copa Libertadores Sub-20 2016 fiel er infolge einer im Februar 2016 erlittenen Schulterverletzung monatelang aus. Im August 2016 wurde Neres von Trainer Ricardo Gomes in die erste Mannschaft des FC São Paulo berufen. Sein Mannschaftsdebüt und gleichzeitiges Debüt in der Série A gab Neres am 17. Oktober 2016 beim 2:1-Sieg über Fluminense, wo er in der 55. Minute für Robson eingewechselt wurde. Am 22. Oktober schoss Neres beim 2:0-Sieg über Ponte Preta sein erstes Tor.

#### Ajax Amsterdam
Ende Januar 2017 wurde David Neres von Ajax Amsterdam für eine Ablösesumme in Höhe von 12 Millionen Euro verpflichtet, was damit der zweitteuerste Transfer der Vereinsgeschichte war. Neres erhielt einen Fünf-Jahres-Vertrag bis 2021. Mit dem niederländischen Rekordmeister erreichte er das Finale in der UEFA Europa League, welches die Amsterdamer mit 0:2 gegen Manchester United verloren. Auf dem Weg ins Finale kam er in den Hinspielen gegen den FC Kopenhagen im Achtelfinale, gegen den FC Schalke 04 im Viertelfinale und gegen Olympique Lyon im Halbfinale als Einwechselspieler zum Einsatz. Im Endspiel in der Friends Arena im Stockholmer Vorort Solna war er erneut Einwechselspieler. In der Liga tat sich Neres anfänglich schwer und kam zwischenzeitlich sogar in der zweiten Mannschaft zum Einsatz, erkämpfte sich in der Folgezeit allerdings in der ersten Mannschaft einen Stammplatz, verpasste allerdings um einen Punkt die Meisterschaft, wo Ajax dem Erzrivalen Feyenoord Rotterdam den Vortritt lassen musste. In der folgenden Saison konnte Ajax international nicht an die Erfolge aus der vergangenen Saison anknüpfen und schied in der dritten Qualifikationsrunde zur UEFA Champions League gegen den OGC Nizza aus, in den Play-offs zur UEFA Europa League bedeutete der norwegische Vertreter Rosenborg BK Endstation. National hatte Ajax seit 2014 die Meisterschaft nicht gewonnen, auch in der Saison 2017/18 reichte es lediglich zum Vizemeistertitel. David Neres hatte allerdings zwischenzeitlich nach anfänglichen Problemen – zu Beginn der Saison war er ein Pendler zwischen der Startelf und er Ersatzbank und spielte auch einmal für die zweite Mannschaft – den Durchbruch geschafft. Dabei gelangen ihm in 32 Punktspieleinsätzen 14 Tore und hatte zudem 13 weitere Treffer vorbereitet. Übertroffen wurde diese Saison von der folgenden Spielzeit, als Ajax Amsterdam national das Double aus Meisterschaft und Pokal holte und in der UEFA Champions League das Halbfinale erreichte, nachdem man Titelverteidiger Real Madrid, welches zuvor die letzten drei Ausgaben gewann, und Juventus Turin, die zuvor in der Sommerpause Cristiano Ronaldo verpflichtet hatten, ausschalten konnte. Im Halbfinale traf Ajax Amsterdam auf Tottenham Hotspur und gewann das Hinspiel im Londoner Tottenham Hotspur Stadium mit 1:0, im Rückspiel in der heimischen Johan-Cruyff-Arena führte Ajax mit 2:0, verlor allerdings durch ein Tor in der Nachspielzeit mit 2:3 und verpasste somit denkbar knapp den Finaleinzug. Dabei kam David Neres in nahezu jedem Spiel zum Einsatz, das Halbfinalrückspiel gegen Tottenham Hotspur verpasste er aufgrund einer Knieblessur. Auch in der Liga gehörte er, sofern er von Verletzungen verschont blieb, zur Stammelf. In der folgenden Sommerpause verließen mit Frenkie de Jong und Matthijs de Ligt zwei Stützen die Amsterdamer, David Neres blieb bei Ajax. Freilich konnte der Verein international nicht an den Erfolg aus der vorangegangenen Saison anknüpfen: Zwar erreichte Ajax zwar die Gruppenphase, schied allerdings als Dritter aus, nachdem man das entscheidende letzte Gruppenspiel gegen den FC Valencia mit 0:1 verlor, und in der folgenden Zwischenrunde in der Europa League musste der niederländische Rekordmeister gegen den FC Getafe die Segel streichen. Die Titel in der Meisterschaft und im Pokal konnten nicht verteidigt werden, da die Saison aufgrund der COVID-19-Pandemie abgebrochen wurde. Den Großteil der Saison verpasste David Neres aufgrund einer Knieverletzung. In der Saison 2020/21 war er Ergänzungsspieler und wurde zumeist eingewechselt. Dennoch trug Neres mit fünf Vorlagen und drei selbst erzielten Toren zum Gewinn der niederländischen Meisterschaft bei. Zudem gewann Ajax erneut den KNVB-Beker, im Finale gegen Vitesse Arnheim erzielte er hierbei den 2:1-Siegtreffer. In der UEFA Champions League schied Ajax erneut als Gruppendritter nach der Gruppenphase aus, in der UEFA Europa League drangen die Amsterdamer ins Viertelfinale vor und schieden dort gegen die AS Rom aus.

#### Schachtar Donezk
Im Januar 2022 wechselte Neres für eine Ablösesumme von 12 Millionen Euro zu Schachtar Donezk in die Ukraine, nachdem er in Amsterdam nicht mehr als Stammspieler gesetzt war.
Kurz nach seiner Ankunft in der Ukraine wurde das Land am 24. Februar 2022 militärisch vom Nachbarn Russland überfallen. Neres sowie weitere brasilianische Mitspieler seines Klubs und von Dynamo Kiew flohen mit ihren Familien in ein Hotel, von wo aus sie via Twitter einen Hilferuf an die Regierung ihres Heimatlandes richteten. Am 1. März 2022 wurde berichtet, dass einer Gruppe von zwölf Spielern mit Unterstützung des UEFA-Präsidenten Aleksander Čeferin die Flucht aus der Ukraine nach Rumänien gelungen war.

#### Benfica Lissabon
Nach seiner Flucht aus der Ukraine ging Neres nicht, wie viele seiner Klubkameraden, zurück in seine Heimat. Im Juni 2022 gab Benfica Lissabon seine Verpflichtung bekannt. Der Kontrakt erhielt eine Laufzeit über fünf Jahre.

#### SSC Neapel
Zur Saison 2024/25 wechselte Neres zum SSC Neapel in die italienische Serie A.

### Nationalmannschaft
Neres bestritt im Jahr 2017 neun Spiele für die brasilianische U20-Nationalmannschaft.
Anfang März 2019 wurde Neres das erste Mal von Nationaltrainer Tite in den Kader der A-Auswahl für die Freundschaftsspiele Ende März gegen Panama und Tschechien berufen. Im Spiel gegen die Auswahl von Tschechien am 26. März 2019 erhielt Neres seinen ersten Einsatz für den A-Kader. In dem Spiel wurde er in der 63. Minute für Richarlison eingewechselt. Neres wurde im Mai 2019 von Nationaltrainer Tite in den Kader für die Copa América 2019 im eigenen Land nominiert. Im Zuge eines Vorbereitungsspiels gegen die Auswahl von Honduras, erzielte er in der 56. Minute mit dem Treffer zum 5:0-Zwischenstand sein erstes Tor für die Nationalmannschaft. Das Turnier konnte Neres mit der Mannschaft gewinnen. Dabei stand er in den beiden ersten Gruppenspielen in der Startelf (kein Tor). In den restlichen vier Spielen war er ohne Einsatz auf der Reservebank.

## Erfolge
Ajax Amsterdam
- Niederländischer Meister: 2018/19, 2020/21
- Niederländischer Pokalsieger: 2018/19, 2020/21

Benfica Lissabon
- Portugiesischer Meister: 2022/23

SSC Neapel
- Italienischer Meister: 2024/25

Nationalmannschaft
- Copa América: 2019